# Banque de graines du sol
Ne doit pas être confondu avec Banque de graines.
On désigne sous le nom de banques de graines du sol, ou crypto-banque de graines, les stocks de graines dormantes qui se constituent naturellement dans tous les habitats pourvus d'un sol et d'une couverture végétale.

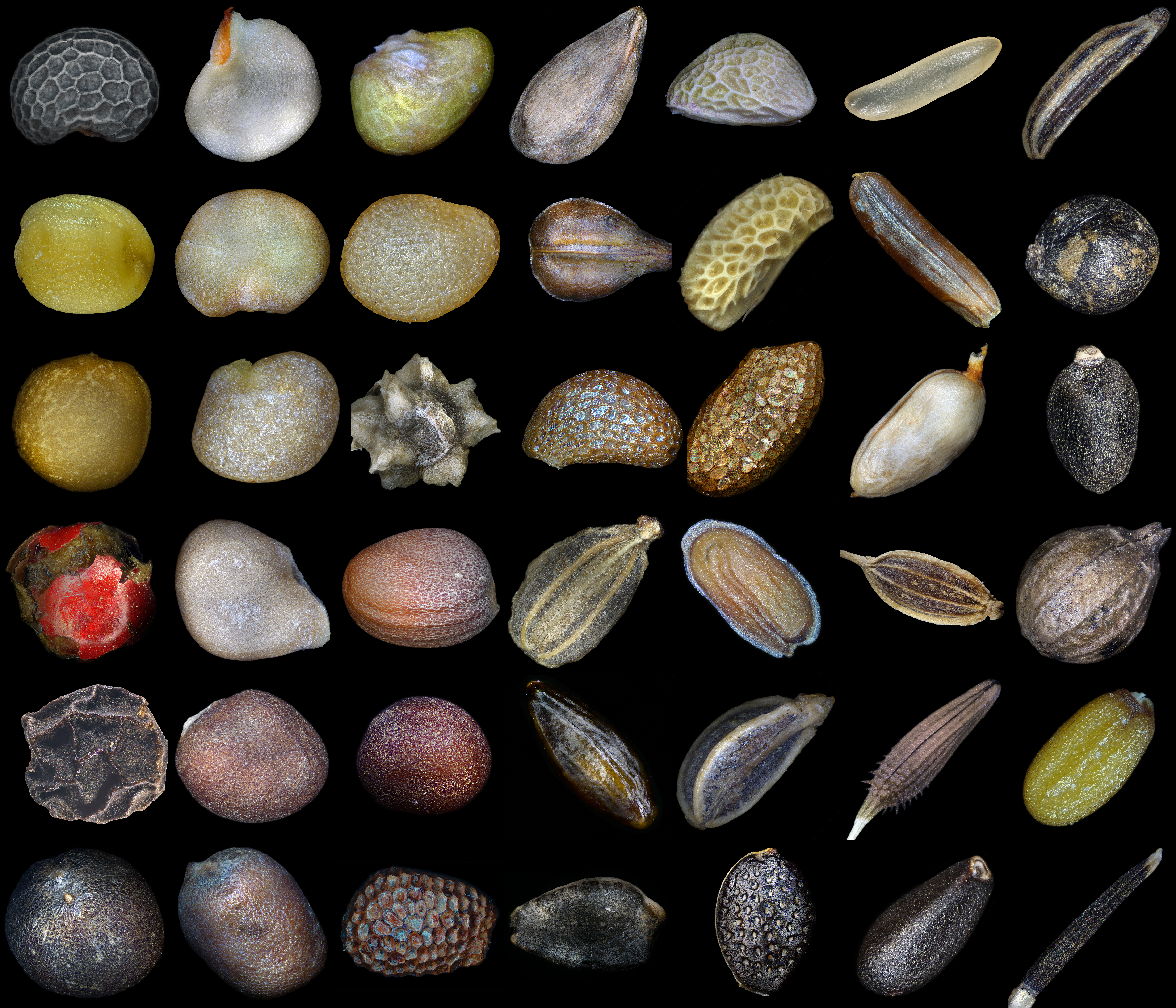
Variété de graines

Le nombre de graines enfouies et dormantes dans le sol ne semble pas dépendre de la latitude mais plus du type de sol. C'est dans les milieux régulièrement très perturbés que les espèces de la banque de graine du sol et celles qui s'expriment en surface sont les plus similaires. C'est un des éléments de la cryptopotentialité des sols qui contiennent aussi des bactéries sporulées, des virus pouvant se réactiver, des spores diverses, etc. à prendre en compte dans les études fines d'écopotentialité.
Ces banques de graines revêtent une importance considérable pour la résilience écologique, via la régénération naturelle des peuplements végétaux ou dans la réapparition spontanée de certaines espèces en apparence disparues pendant des durées plus ou moins longues.

## Épistémologie
L'histoire de l'étude des banques de graines du sol semble avoir commencé en 1859 quand Charles Darwin a observé l'émergence de jeunes plants dans les sédiments extraits du fond d'un lac.
Le premier article scientifique sur le sujet date de 1882 et porte sur l'apparition de graines d'échantillons de sol prélevés à différentes profondeurs. Mais, ce n'est qu'à partir des travaux de Symington  sur les forêts tropicales de Malaisie en 1933 que ce domaine a pris de l'importance 
Depuis, les milieux dont la banque de graine a fait l'objet d'étude sont notamment :
- sols arables,
- pâturages,
- forêts naturelles,
- plantations forestières,
- lacs,
- marais d'eau douce,
- marais salants,
- marais de prairies glaciaires,
- landes les déserts
- friches…

Les sciences agronomiques se sont fortement intéressées aux banques de graines d'adventices agricoles considérées comme indésirables ou « mauvaises herbes » en raison de leurs importantes répercussions économiques pour l'agriculture.[citation nécessaire]
La sylviculture et l'écologie s'intéressent à la régénération forestière induite par les banques de graines du sol notamment.
Pour les écologues et gestionnaires intéressés par la gestion restauratoire et la renaturation ou la naturalité, l'étude des relations entre pluie et flux de graines et la banques de graines du sol sont au cœur des préoccupations de l'écologie du paysage. 
Les corridors biologiques occupent une place importante dans cette perspective comme certains éléments de la faune. 
L’étude des banques de graines du sol permet également l’étude des paléoenvironnements et la carpologie

## Interaction écologique
De nombreux rongeurs contribuent à l'enrichissement de cette banque de graine lorsqu'ils font des réserves de graines pour l'hiver dans des terriers dont le contenu ne sera pas entièrement consommé ; ainsi a-t-on découvert des terriers de hamsters contenant près de 90 kg de réserves alimentaires,.
De plus gros mammifère fouisseur comme le blaireau participe également au mélange de la terre influencent les banques de graines du sol.
Des oiseaux comme les Cassenoix ou le Geais participent via leurs cachettes de graines abandonnées à enrichir la banque de graine du sol tout en faisant de la zoochorie.
Des insectes sociaux comme les fourmis disseminent des graines myrmechochore et participent au banque de graine du sol
Cette « banque » peut aussi jouer un rôle important pour la persistance de graines de certaines espèces envahissantes, y compris par son absence sur des néosols (sols jeunes), sols morts ou rapportés où des pionnières exotiques invasives peuvent s'imposer au détriment de la flore locale.[citation nécessaire]

## Longévité des semences

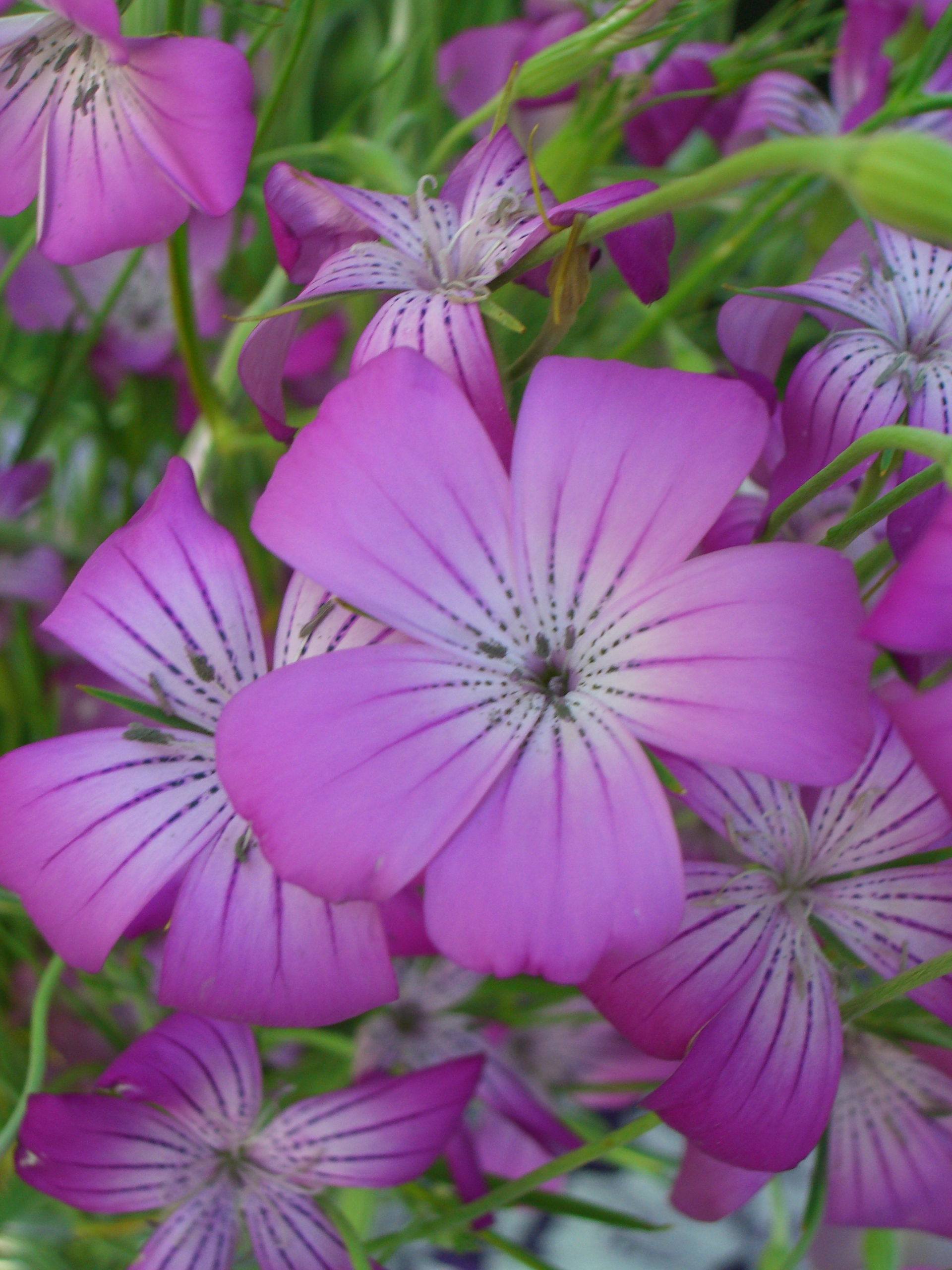
La nielle des blés (Agrostemma githago) est une adventice autrefois répandue dans les champs de céréales. La graine (ci-dessous) ne survit que quelques mois, durant une saison sèche et jusqu'aux pluies d'automne.

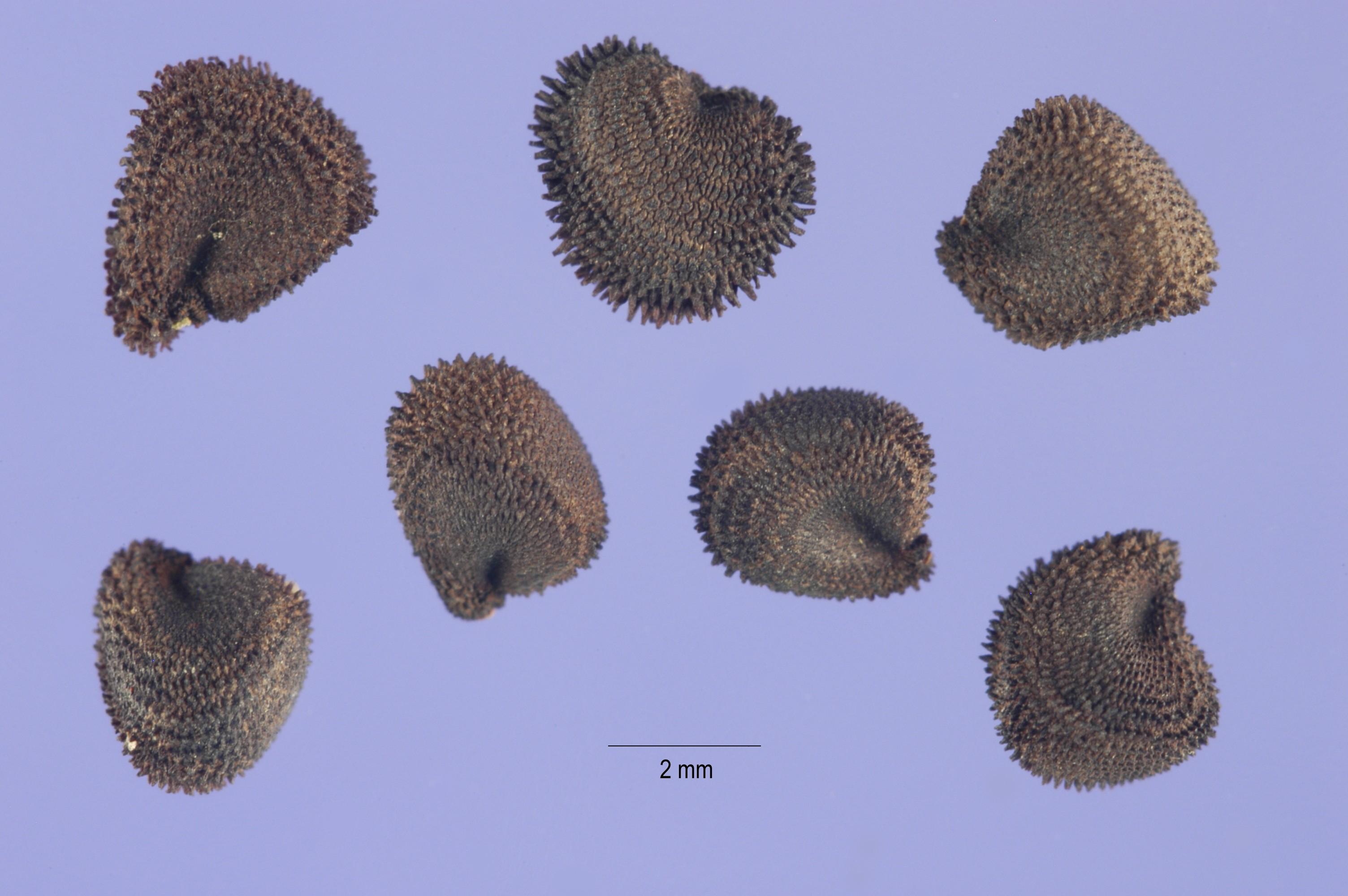
Graine de nielle des blés, à faible durée de vie. Les désherbants ont presque causé l'extinction de cette plante messicole autrefois commune ; l'espèce est quasiment absente des banques de graines viables plus de quelques mois.

Elle varie beaucoup selon l'espèce et le contexte pédologique. Certaines graines survivent plusieurs siècles tandis que d'autres germent avant même de tomber au sol ou doivent germer et s'enraciner très rapidement pour survivre.
Cette survie dépend de nombreux facteurs.
Quelques espèces ont des graines qui survivent facilement plus de 100 ans.
Des graines de Lotus (Nelumbo nucifera) retrouvées enterrées dans le sol d'un étang depuis un temps estimé à 1 040 ans (datation par le carbone 14) ont pu germer,.
Dans les sols des successions de cultures annuelles, la banque de graines est essentiellement composées des graines des adventices ayant fleuri durant les trois années précédentes.
Certains taxons ont été classés selon la longévité de leurs graines dans la banque de graines du sol.
Les botanistes distinguent :
- les graines d'espèces transitoires qui restent viables dans le sol jusqu'à la première occasion de germer (par exemple la nielle des blés (Agrostemma githago), une adventice autrefois répandue dans les champs de céréales dont la graine ne survit qu'à une saison sèche jusqu'aux pluies d'automne) ;
- les espèces dont les graines sont 'persistantes, pouvant survivre à plusieurs occasions de germer, souvent beaucoup plus d'un an ;
- les espèces persistantes à long terme dont les graines ont une longue durée de vie et capacité germinatoire (5 ans et plus). Par exemple, les graines du Chénopode blanc (Chenopodium album) survivent dans le sol jusqu'à une quarantaine d'années et, dans de rares cas, jusqu'à 1 600 ans[13].

## Importance environnementale
Les banques naturelles (ou semi-artificielles parfois) de semences du sol jouent un rôle majeur dans l'entretien et l'évolution de la biodiversité dans les écosystèmes et habitats naturels. Elles expliquent la résilience exceptionnelle de certains écosystèmes (face aux incendies par exemple). La régénération forestière ou des zones humides ou de zones exondées est essentiellement permise par ce moyen.
L'absence ou l'inhibition d'une banque de graines du sol empêche la réapparition rapide de la végétation lors du phénomène de succession écologique, alors que la présence d'une banque de graines du sol bien garni permet le développement rapide d'écosystèmes riches en espèces.

## Enjeux de dynamique des populations et de biodiversité

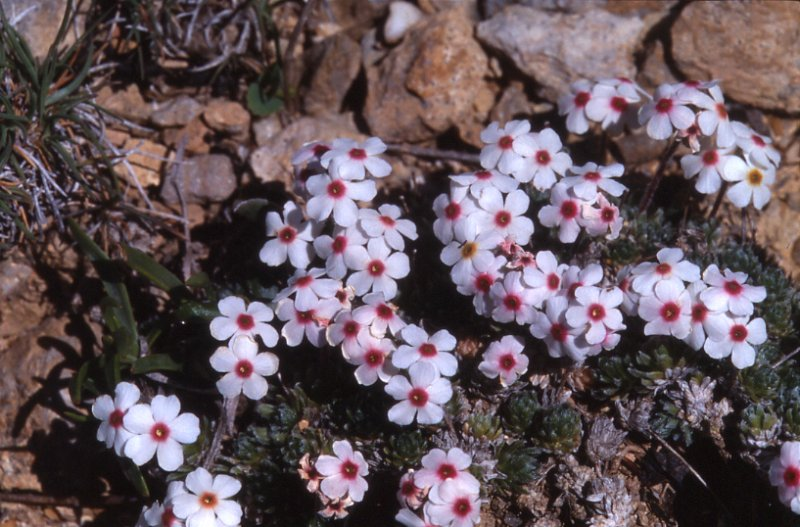
L'étude d'une androsace a montré que la diversité génétique de l'espèce pouvait être plus élevée dans la cryptobanque de graine du sol que chez les plantes croissant sur le sol dans la strate herbacée.

L'inhibition/désinhibition de germination, ou les délais de mortalité des graines dans le sol sont l'un des facteurs clés de la persistance de fluctuations et de densité des populations végétales, en particulier pour les plantes annuelles. [citation nécessaire]
À titre d'exemple, l'étude de la structuration génétique des populations de Androsace septentrionalis dans la banque de graines (par rapport à celle des plantes trouvées en surface) a montré que la diversité génétique des populations est plus élevée dans le sous-sol que dans la strate herbacée.[citation nécessaire]
Des indices laissent penser que — comme on peut s'y attendre — les taux de mutation sont plus importants pour les espèces formant une banque de graines persistantes (par rapport à celles qui ne produisent que des graines transitoires à faible durée de vie). Les anglophones utilisent l'expression storage effect (« effet stockage ») pour désigner l'augmentation de la richesse des espèces dans une communauté végétale, induite par la richesse d'une banque de graines du sol[citation nécessaire].

## Aspects biologiques et écologiques & processus écosystémiques associés
Toutes les plantes ne produisent pas de graines, ce pourquoi on utilise aussi l'expression banque de diaspores pour les plantes autres que plantes à fleur comme les mousses (Bryophytes) et les fougères.
En plus de graines, beaucoup de plantes produisent des propagules végétatives pour se dupliquer et migrer ou persister sur place après que la plante-mère soit morte. Les anglophones utilisent l'expression soil bud bank pour désigner la banque de propagules en dormance ou non, dont une partie seulement est dans le sol. Ces propagules sont par exemple des bourgeons sur stolons, les rhizomes et certaines racines.
La vitalité de la banque de graine dépend de la vitalité des graines et de la conservation à long terme de leur pouvoir germinatif mais aussi de la continuité de la pluie de graines en surface.

### Contraintes
La régression de pollinisateurs (abeilles, papillons notamment) ou la pression de pâturage ne permettant pas à certaines plantes de produire leurs fleurs ou la présence en forte densité d'animaux granivores (s'ils n'enfouissent pas de réserves) peuvent priver le sol d'un renouvellement de l'apport en graines. À titre d'exemple, le désherbant piclorame (en) permet un contrôle adéquat de l'euphorbe ésule (Euphorbia esula L.) pendant au moins trois ans mais jusqu'à 3 500 à 11 000 graines encore viables sont alors présentes dans le sol, permettant le retour rapide de l'espèce dans les champs. Chez cette espèce, la perte moyenne annuelle de graines viables dans la banque de graines du sol est de 13 % de la population d'origine. Le pâturage intensif et continu par des moutons durant huit ans sur des zones « infestées » a empêché la production de graines annuelle et réduit la taille de la banque de graines du sol (passant de plus de 3 500 graines à 15 graines/m2, ce qui réduit considérablement les chances de « réinfestation ».

## Utilisation
L'utilisation des banques de graines du sol se fait soit à des fins de conservation de l'espèce, du cortège.
- gestion des milieux naturels (cf. étrepage d'une tourbière, d'une panne, etc.),
- renaturation de friches minières et autres crassiers de stériles[2],
- restauration de sols pollués (métallophytes…),
- étude des cortèges de graines (carpologie).